# نادي نجران
نادي نجران السعودي لكرة القدم نادي كرة قدم سعودي لكرة تأسس في عام 1400هـ (1980 م) ومقره منطقة نجران جنوب السعودية، ينافس في دوري الدرجة الثانية السعودي.
صعد نادي نجران إلى الدوري السعودي الممتاز حين حصل على المركز الثاني في دوري الدرجة الأولى السعودي خلال موسم 2006-07.

## تاريخ
تأسس النادي عام 1400 بعد أن رفع أبناء منطقة نجران طلب إلى وزارة الرياضة بمنطقة نجران لتأسيس ناد يحمل اسم المنطقة، وفي عام 1401 صدر قرار من الأمير فيصل بن فهد بن عبد العزيز آل سعود بتأسيس النادي. وبناء على ذلك اجتمع الأعضاء المؤسسون لتشكيل وانتخاب أول مجلس إدارة للنادي.
أبرز إنجازات الفريق كان الوصول لنهائي كأس الأمير فيصل بن فهد لأندية الدرجة الأولى في موسم 1426 /1427 والصعود لدوري المحترفين السعودي والمشاركة في بطولة كأس الخليج للاندية عام 2013 كأول مشاركة خارجية.

### مشوار الفريق الأول مع الدرجة الأولى
صعد نادي نجران الفريق الأول لمصاف أندية الدرجة الأولى من محافظة بيشه عام 1412هـ وهبط في نفس العام وصعد للمرة الثانية لإندية الدرجة الأولى عام 1417هـ بعد أن حقق الترتيب الثاني لدوري الثانية وهبط عام 1420هـ ثم صعد للمرة الثالثة للدرجة الأولى عام 1424 هـ بعد الدورة الثلاثية المشهورة وتحقيقة المركز الأول ودرع الدوري.

### مشوار الفريق حتى تحقق الصعود
بدأ نادي نجران في الدرجة الأولى مشوارة بمواجهة التعاون في بريدة وتعادل 2/2 على الرغم من تقدمه في البداية بهدفين، ثم كسب الجبلين على ارضه 3/1 ثم تعادل سلبياً مع الوطني في تبوك وأيضاً امام ضمك 2/2 في نجران ليرحل للمدينة ويكسب الأنصار 1/0 ثم كسب سدوس 2/1 وبعدها كسب الفتح في الاحساء بنتيجة كبيرة 3/1 وكسب بعدها الفيحاء بنتيجة كبيرة 4/1 في نجران ثم كسب هجر 2/1 وكسب ابها 2/0 في المحالة، وتلقى نجران أول خسارة له من الرياض 2/1 ليتفجر الغضب النجراني في ملعب الاخدود بعد اكتساحه النهضة بنتيجة كبيرة 5/1 ليختتم الدور الأول بخسارة ثانية من الشعلة في الخرج بنتيجة 3/0 جمع من النقاط 27 نقطة في نهاية مرحلة الذهاب من الدوري.
بدأت مرحلة الإياب من الدوري وشهد صحوة وانطلاقة حقيقية للمارد النجراني، حيث كسب التعاون على ارضه 3/1, ثم فاز على الجبلين 2/1 ثم انزل الخسارة الوحيدة لمتصدر الدوري الوطني في نجران بنتيجة 3/2, تعادل مع ضمك بنتيجة ايجابية 1/1, وفي نجران تعادل امام الأنصار 3/3, وخسر امام سدوس 2/0 خسر بعدها من الفتح في نجران 1/0, ثم اعاد بعدها توازنه من جديد بعد فوزة على الفيحاء بالمجمعة بنتيجة 2/1, ثم حقق بعدها ثلاث تعادلات متتالية امام هجر 1/1 وابها 2/2 والرياض 2/2, وهو ماجعل إدارة النادي تلغي عقد مدربه التونسي فتحي الجبالي، ثم أعلن المارد النجراني الصعود ويختتم المشوار بفوزه على الشعلة في نجران بنتيجة 3/0, جمع من النقاط 48 نقطة محتلا المركز الثاني ليعلن المارد النجراني الصعود لدوري الأضواء بكل جدارة واستحقاق.

## الألقاب والإنجازات
دوري الدرجة الثانية السعودي
- البطل (1): 2003-04.[2]

## تشكيلة الفريق الحالية
ملاحظة: تشير الأعلام إلى المنتخب الوطني على النحو المحدد في قواعد الأهلية للفيفا. قد يحمل اللاعبون أكثر من جنسية واحدة غير تابعة للفيفا.
| الرقم | البلد      | المركز | اللاعب         |
| ----- | ---------- | ------ | -------------- |
| 1     | السعودية   | حارس   | أحمد العواد    |
| 2     | السعودية   | مدافع  | سعود البواردي  |
| 3     | السعودية   | مدافع  | حسين هوساوي    |
| 5     | السعودية   | مدافع  | سالم آل فرج    |
| 7     | السعودية   | وسط    | بندر الأحمري   |
| 8     | ساحل العاج | وسط    | ألفا دياني     |
| 9     | بنين       | مهاجم  | مارسيلين كوكبو |
| 10    | أنغولا     | وسط    | أنيل بكاكي     |
| 11    | السعودية   | وسط    | محمد آل زبارة  |
| 12    | غانا       | مدافع  | صامويل سارفو   |
| 13    | السعودية   | مدافع  | علي المكرمي    |
| 16    | السعودية   | حارس   | حمد هوساوي     |
| 20    | السعودية   | مهاجم  | علي هجاس       |
| 21    | السعودية   | وسط    | منصور هاشل     |
| 24    | السعودية   | وسط    | علي الشيخي     |

| الرقم | البلد    | المركز | اللاعب           |
| ----- | -------- | ------ | ---------------- |
| 25    | السعودية | مدافع  | بخيت آل فرج      |
| 27    | السعودية | مهاجم  | معتز غروي        |
| 28    | السعودية | وسط    | عبد الكريم مغربي |
| 29    | السعودية | مدافع  | ريحان حمسل       |
| 33    | السعودية | حارس   | صالح آل فرج      |
| 44    | السعودية | وسط    | إبراهيم آل عقيل  |
| 70    | السعودية | مدافع  | عوض الفقيه       |
| 77    | السعودية | وسط    | أنس الحجوري      |
| 78    | السعودية | مدافع  | محمد آل حترش     |
| 80    | السعودية | وسط    | محمد السكراني    |
| 99    | السعودية | مهاجم  | فيصل السمراني    |
| --    | السعودية | مدافع  | محمد الزناتي     |
| --    | السعودية | وسط    | مهند عيسى        |
| --    | السعودية | مهاجم  | حسن هجاس         |

## أبرز اللاعبين

### المحليين
- الحسن اليامي
- علي زبارة الصقور
- حمد الربيعي
- صالح آل عباس
- محمد عسلان
- عادل حمدان
- محمد حرشان
- علي ال ضاوي
- بندر هندوس
- عوض خميس
- أحمد حسين عقيل
- علي أحمد آل مرشد
- خالد أحمد آل مرشد

### الأجانب
- موسى سليمان
- عبد الفتاح سافي
- ويلسون انطونيو
- فينوس داسيلفا سالس
- طلال خلفان
- معز علية
- أنس بني ياسين
- جهاد الحسين
- وائل عيان

## الطاقم الإداري

### الجهاز الإداري
- رئيس مجلس الإدارة: مصلح ال مسلم
- نائب رئيس مجلس الإدارة: صالح حسين آل سلامه
- مسئول الاستثمار بالنادي: عبد الله قمزان
- امين للصندوق، عضو في مجلس الإدارة: حمد جابر النجراني
- مدير كرة القدم، عضو في مجلس الإدارة: صالح قميش
- مسؤول الاحتراف، عضو في مجلس الإدارة: منصر عسلان
- عضو في مجلس الإدارة: مهدي علي ال بشر
- عضو في مجلس الإدارة: سالم هادي قحيشي
- عضو في مجلس الإدارة: صالح مانع ال دغرير
- عضو في مجلس الإدارة: فهد هادي دغمان
- عضو في مجلس الإدارة: حسين سالم حنظل
- منسق إعلامي: علي ميجمه
- رئيس هيئة أعضاء الشرف: عوض بن قريعة
- نائب رئيس هيئة أعضاء الشرف: صالح بن عبد الله السيد

## وصلات خارجية
- الموقع الرسمي لنادي نجران